# Paul S. Diamond
 (août 2022).
Pour les articles homonymes, voir Diamond.
Paul Steven Diamond (né le 2 janvier 1953) est un juge de district des États-Unis du tribunal de district des États-Unis pour le district oriental de Pennsylvanie et un ancien candidat judiciaire fédéral pour être juge à la Cour d'appel des États-Unis pour le troisième circuit. Il est nommé juge fédéral par George W. Bush en 2004.

## Éducation
Né à Brooklyn, dans l'État de New York, il obtient un baccalauréat ès arts de l'université Columbia en 1974 et un doctorat en droit de la faculté de droit de l'Université de Pennsylvanie en 1977.

## Carrière
Procureur de district adjoint au bureau du procureur du district de Philadelphie de 1977 à 1979, il devient, en 1980, auxiliaire juridique auprès du juge de la Cour suprême de Pennsylvanie Bruce W. Kauffman, qui sera plus tard également nommé juge du district de l'Est par le président Bill Clinton. Il retourne au bureau du procureur de district de 1981 à 1983. Il travaille dans un cabinet privé à Philadelphie de 1983 à 2004, date à laquelle il est nommé par le président George W. Bush dans le district de l'Est. Il travaille également comme professeur auxiliaire de droit à la Temple University Beasley School of Law de 1990 à 1992. De 1993 à 1995, il occupe le poste de trésorier et d'avocat lors de la campagne présidentielle ratée de 1996 du sénateur américain Arlen Specter.

## Service du tribunal de district
Le 20 janvier 2004, le président George W. Bush nomme Paul Diamond à un siège au tribunal de district des États-Unis pour le district oriental de Pennsylvanie laissé vacant par Herbert J. Hutton.

## Nomination au troisième circuit sous Bush
Le 2 juillet 2008, le Legal Intelligencer rapporte que le président Bush retire son candidat de l'époque à la Cour d'appel des États-Unis pour le troisième circuit, Gene EK Pratter, pour le remplacer par Paul S. Diamond. Le 24 juillet 2008, le président Bush a officiellement nommé Paul S. Diamond à la Cour d'appel des États-Unis pour le troisième circuit, parallèlement au retrait de Pratter.

## Recours judiciaire lors d'élections présidentielles
En 2016, le juge Diamond rejette la demande de Jill Stein pour un recomptage des voix lors de la victoire de Donald Trump en Pennsylvanie.
Lors de l'élection présidentielle de 2020, le juge Diamond a entendu les arguments de la campagne Trump qui cherchaient à empêcher le comité électoral de Philadelphie de compter les bulletins de vote restants. Il a conseillé aux deux parties de parvenir à un accord et il a ensuite classé l'affaire sans préjudice.